# Francobolli dell'Amministrazione fiduciaria italiana della Somalia
L'Italia ebbe dal 1950 al 1960 il controllo dell'ex Somalia italiana allora nota come Amministrazione fiduciaria italiana della Somalia (sigla: AFIS), nel 1960 l'AFIS divenne indipendente e si unì subito dopo alla Somalia britannica nel nuovo stato della Somalia indipendente. 
In circa dieci anni di amministrazione italiana sono state emessi 154 francobolli e 54 serie e tutti i francobolli erano stampati dall'Istituto Poligrafico dello Stato di Roma.
La prima serie di francobolli venne emessa il 1º aprile 1950 e l'ultima il 7 aprile 1960 e rimasero in valore fino al 1962, quando entrò in corso lo scellino somalo. 

## Emissioni

### Serie pittorica (1950)
La prima emissione postale è del 1950 con diversi soggetti:
- 1, 6, 10 e 55 Somali: Palazzo del Governatore a Mogadiscio
- 5, 20 e 60 Somali: Struzzo
- 1, 8, 35 e 65 Somali: Torre di Manara a Mogadiscio

### Serie pittorica (1950) - posta aerea
La prima emissione postale aerea è anch'essa del 1950 con una serie di undici francobolli da 30 centesimi a 10 Somali con l'unico soggetto del panorama con velivolo e lo Uebi Scebeli.

### Gazzella e banano (1950)
La prima emissione postale espressa è anch'essa del 1950 con due francobolli da 40 e 80 centesimi con banano e gazzella.

### Stella e mezzaluna (1950)
La serie per i pacchi postali venne emessa nel 1950 con una serie di nove francobolli da un centesimo di Somalo a 3 Somali ha come unico soggetto la stella dello stemma della Somalia e la mezzaluna simbolo dell'islam.

### Segnatasse (1950)
I francobolli segnatasse del 1950 erano sei da 1 a 40 centesimi di Somalo come unico soggetto era il valore scritto in italiano e in arabo.

### Primo consiglio territoriale (1951)
La serie del Primo consiglio territoriale del 1951 comprende quattro francobolli da 20 centesimi a 1,50 Somali, i francobolli in centesimi hanno come soggetto il Consiglio territoriale durante una seduta, mente quelli di valore più alto hanno la bandiera delle Nazioni Unite e la bandiera italiana che sventolano assieme.

### 1ª fiera della Somalia (1952)
I francobolli della serie della posta aerea 1ª Fiera della Somalia del 1952 sono tre da 25, 55 e 1,20 Somali con leopardo, palma, incudine e moschea.

### 1ª campagna antitubercolare (1953)
I francobolli della serie 1ª campagna antitubercolare per il vaccino contro la tubercolosi sono quattro da 5 centesimi a 1,20 Somali con una madre con bambino.

### 2ª fiera della Somalia (1953)
I francobolli della serie 2ª Fiera della Somalia del 1953 sono quattro, due da 25 e 60 centesimi di Somalo per la posta normale e due da 1,20 e da 1,50 per la posta aerea; 
I soggetti:
- 25 e 60 centesimi di Somalo: Agricoltore e ingresso della fiera
- 1,20 e 1,50 Somali per la posta aerea: Velivolo e ingresso della fiera

### Cinquant'anni dal primo francobollo (1953)
La serie Cinquant'anni dal primo francobollo commemora i cinquant'anni dalla prima emissione somala nel Benadir nel 1903 agli inizi del colonialismo italiano in Somalia, la serie comprende cinque francobolli da 25 centesimi a 1 Somalo. Il francobollo da 60 centesimi era disponibile anche per la posta aerea mentre quello da un Somalo era disponibile solo per la posta aerea.

### 75° fondazione UPU (1953)
I francobolli della posta aerea della serie 75° fondazione UPU del 1953 sono tre del valore di 1,20, 1,50 e 2 Somali per commemorare il 75º anniversario della fondazione dell'Unione postale universale avvenuto nel 1949. Disegno con velivolo e simbolo UPU. 

### Lebbrosari dei cavalieri di Malta (1953)
La serie del 1953 Lebbrosari dei cavalieri di Malta ha come disegni alberi di oncoba con gli stemmi di Somalia e dello Sovrano militare ordine di Malta.
La serie comprende due francobolli per la posta ordinaria da 25 e 60 centesimi di Somalo per la posta ordinaria e due del valore di 1,20 e 2 somali per la posta aerea.

### Istituzione della bandiere somala (1954)
La serie del 1954 Istituzione della bandiere somala ha come disegno una bandiera italiana e all'interno sventola la bandiera somala.
Il valore del francobollo per la posta ordinaria era 25 centesimi di Somalo, quello per la posta aerea un Somalo.

### Fiori (1954)
Serie di sette francobolli della prima serie Fiori per la posta ordinaria, con sette varietà di fiori nei francobolli ordinari:
- Adenium somalense nel francobollo da un centesimo di Somalo
- Haemanthus multiflorus martin nel francobollo da cinque centesimi di Somalo
- Crinum scabrum nel francobollo da dieci centesimi di Somalo.
- Poinciana elata nel francobollo da venticinque centesimi di Somalo.
- Pancratium trianthum her nel francobollo da un Somalo.
- Sesamothamnus busseanus nel francobollo da 1,25 Somali.

Serie due francobolli espressi:
- Gardenia lutea fresen nel francobollo espresso da cinquanta centesimi di Somalo.
- Erythrina melanocantha taub nel francobollo espresso da un Somalo.

### Animali (1955)
Serie di sei francobolli della serie Animali per la posta aerea:
- Ourebia ourebi nel francobollo da 35 centesimi di Somalo.
- Neotragus pygmaeus nel francobollo da 45 centesimi di Somalo.
- Gazella spekei nel francobollo da 50 centesimi di Somalo.
- Litocranius walleri nel francobollo da 75 centesimi di Somalo.
- Nanger soemmerringii nel francobollo da 1,20 Somali.
- Kobus kob nel francobollo da 1,50 Somali.

### 3ª fiera della Somalia (1955)
La serie 3ª fiera della Somalia del 1953 comprende quattro francobolli tutti con diversi soggetti, due in centesimi di Somalo sono per la posta ordinaria e due per la posta aerea.
- francobollo da 25 centesimi di Somalo per la posta ordinaria con soggetto tessitore.
- francobollo da 30 centesimi di Somalo per la posta ordinaria con soggetto abbeverata con animali e pastore.
- francobollo da 45 centesimi di Somalo per la posta aerea con soggetto bestiame al pozzo.
- francobollo da 1,20 Somali per la posta aerea con soggetto donne alla fontana.

### Prima assemblea legislativa somala (1956)
La serie di cinque francobolli Prima assemblea legislativa somala è composta da tre francobolli da 5, 10 e 25 centesimi di Somalo per la posta ordinaria con soggetto un uomo e una donna che votano con lo sfondo la cartina della Somalia, quelli per la posta aerea da 60 e 1,20 Somali sono uguali a quelli della posta ordinaria. 

### Fiori (1956)
Serie di cinque francobolli della seconda serie Fiori per la posta ordinaria, con sette varietà di fiori:
- Adenium somalense nel francobollo da un centesimo di Somalo.
- Crinum scabrum nel francobollo da dieci centesimi di Somalo.
- Adansonia digitata nel francobollo da quindici centesimi di Somalo.
- Poinciana elata nel francobollo da venticinque centesimi di Somalo.
- Gloriosa virescens nel francobollo da cinquanta centesimi di Somalo.

### Istituzione dell'emblema somalo (1957)
Serie di cinque francobolli dell'Istituzione dell'emblema somalo del 1957 con lo stemma della Somalia. I francobolli da 5, 25 e 60 centesimi sono per la posta ordinaria e quelli da 45 centesimi e 1,20 Somali sono per la posta aerea. 

### 4ª fiera della Somalia (1957)
Serie di cinque valori della serie 4ª fiera della Somalia del 1957, i tre di valore più basso sono per la posta ordinaria e i due di valore più alto per la posta aerea.
I soggetti della serie erano:
- Diga di Falcheiro sul francobollo da 5 centesimi di Somalo per la posta ordinaria.
- Ponte sul Giuba, a Pancheni sul francobollo da 10 centesimi di Somalo per la posta ordinaria.
- Silos di Margherita sul francobollo da 25 centesimi di Somalo per la posta ordinaria.
- Canale d'irrigazione sul francobollo da 60 centesimi di Somalo per la posta aerea.
- Sonde petrolifere sul francobollo da 1,20 Somali per la posta aerea.

### Campagna antitubercolare (1957)
I francobolli della serie Campagna antitubercolare per il vaccino contro la tubercolosi sono quattro del valore di 10 centesimi più 10 centesimi di Somalo e di 25 centesimi più 10 centesimi di Somalo per la posta ordinaria con soggetto infermiera con bambino, quelli per la posta aerea hanno lo stesso soggetto e hanno un valore di 55 centesimi più 20 centesimi di Somalo e 1,20 Somali più 20 centesimi. 

### Animali (1958)
La serie Animali del 1958 comprende tre francobolli per la posta aerea con tre diversi soggetti:
- Antilopinae nel francobollo da 1,70 Somali.
- Strepsiceros imberbis nel francobollo da 3 Somali.
- Damaliscus hunteri nel francobollo da 5 Somali.

### Sport (1958)
La serie Sport del 1958 comprende dieci francobolli, sette per la posta ordinaria e tre per la posta aerea:
- Corsa nel francobollo da 2 centesimi di Somalo per la posta ordinaria.
- Calcio nel francobollo da 4 centesimi di Somalo per la posta ordinaria.
- Lancio del disco nel francobollo da 5 centesimi di Somalo per la posta ordinaria.
- Motociclismo nel francobollo da 6 centesimi di Somalo per la posta ordinaria.
- Scherma nel francobollo da 8 centesimi di Somalo per la posta ordinaria.
- Tiro con l'arco nel francobollo da 10 centesimi di Somalo per la posta ordinaria.
- Pugilato nel francobollo da 25 centesimi di Somalo per la posta ordinaria
- Corsa nel francobollo da 60 centesimi di Somalo per la posta aerea.
- Ciclismo nel francobollo da 1,20 Somali per la posta aerea.
- Pallacanestro nel francobollo da 1,50 Somali per la posta aerea.

### Assemblea costituente (1958)
La serie Assemblea costituente comprende quattro francobolli, due con valore più basso per la posta ordinaria e due con valore più alto per la posta aerea con due diversi soggetti:
- I francobolli da 5 e 25 centesimi di Somalo per la posta ordinaria hanno come soggetto la costituzione somala con lo stemma della Somalia e il palazzo dell'Assemblea costituente.
- I francobolli da 1,20 e 1,50 Somali per la posta aerea hanno come soggetto un trombettiere dell'Esercito somalo in divisa con la tromba che ha come stendardo la bandiera della Somalia e un aereo sullo sfondo.

### Uccelli (1959)
La serie Uccelli del 1959 comprende quattro francobolli comprende sei francobolli, quattro per la posta ordinaria e due per la posta aerea tutte con un soggetto diverso:
- Ciconia  nel francobollo da 5 centesimi di Somalo per la posta ordinaria.
- Ephippiorhynchus senegalensis nel francobollo da 10 centesimi di Somalo per la posta ordinaria.
- Threskiornis aethiopicus nel francobollo da 15 centesimi di Somalo per la posta ordinaria.
- Pelecanus nel francobollo da 25 centesimi di Somalo per la posta ordinaria.
- Leptoptilos crumenifer nel francobollo da 1,20 Somali per posta aerea.
- Ardeidae nel francobollo da 2 Somali per posta aerea.

### 5ª fiera della Somalia  (1959)
La serie 5ª fiera della Somalia comprende quattro francobolli, due per la posta ordinaria e due per la posta aerea con soggetto l'incenso.
I francobolli sono:
- Pianta dell'incenso nel francobollo da 20 centesimi di Somalo per la posta ordinaria.
- Incenso e bambino nel francobollo da 60 centesimi di Somalo per la posta ordinaria.
- Carico d'incenso nel francobollo da 1,20 Somali per la posta aerea.
- Incenso e porto nel francobollo da 2 Somali per la posta aerea.

### Istituto universitario della Somalia (1960)
La serie Istituto universitario della Somalia comprende quattro francobolli, due per la posta ordinaria e due per la posta aerea con soggetto l'Istituto universitario della Somalia.
I francobolli sono:
- Stemma dell'istituto universitario (versione uno) nel francobollo da 5 centesimi di Somalo per la posta ordinaria.
- Africa e stemma dell'istituto universitario nel francobollo da 50 centesimi di Somalo per la posta ordinaria.
- Stemma dell'istituto universitario (versione due) nel francobollo da 50 centesimi di Somalo per la posta ordinaria.
- Palazzo dell'istituto universitario (versione uno) nel francobollo da 45 centesimi di Somalo per la posta aerea.
- Palazzo dell'istituto universitario (versione due) nel francobollo da 1,20 Somali per la posta aerea.

### Anno mondiale del rifugiato (1960)
La serie dedicata all'Anno mondiale del rifugiato proaclamato dall'Alto commissariato delle Nazioni Unite per i rifugiati (UNHCR) comprende quattro francobolli di cui tre per la posta ordinaria e uno per la posta aerea:
- Globo nel francobollo da 10 centesimi di Somalo per la posta ordinaria.
- Globo nel francobollo da 60 centesimi di Somalo per la posta ordinaria.
- Globo nel francobollo da 80 centesimi di Somalo per la posta ordinaria.
- Cicogne nel francobollo da 1,20 Somali per la posta aerea.

## Non emesso

### 1º Censimento della popolazione (1953)

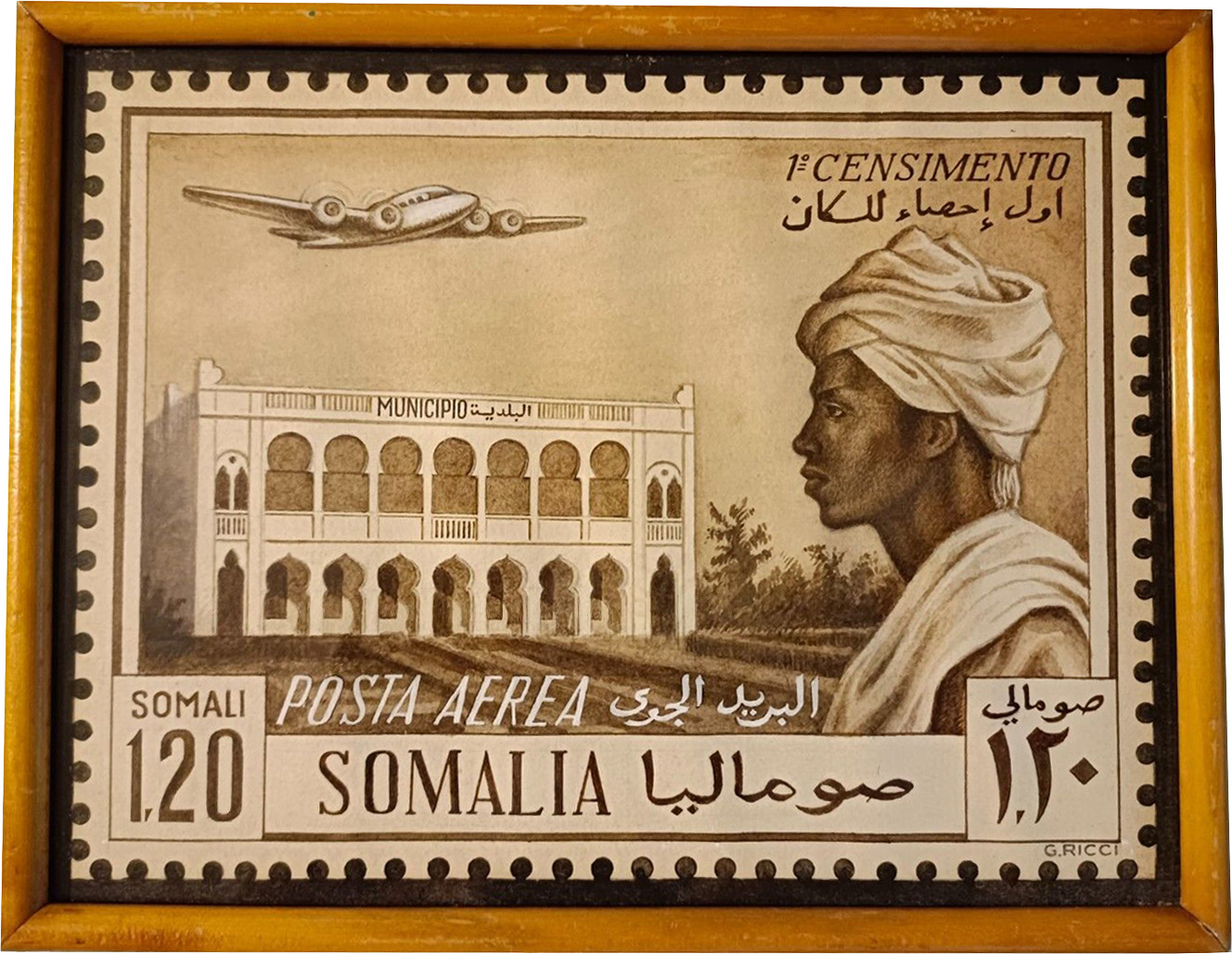
Giuseppe Ricci, Primo censimento della popolazione (bozzetto), tempera acquerellata, 1953

È noto solo il bozzetto del francobollo di posta aerea da 1,20 somali.